# Scegli il male minore
Scegli il male minore (The Lesser Evil) è un film del 1998.

## Trama
Causa il ritrovamento dell'arma di un delitto che li aveva visti correi, quattro amici si ritrovano ventidue anni dopo in uno chalet. Uno di loro, oggi sacerdote, sceglierà il male minore eliminando colui che avrebbe messo in pericolo la loro libertà.